# Japanse spits
De Japanse spits (日本スピッツ, Nihon Supittsu) is een hondenras dat afkomstig is uit Japan. Het ras stamt waarschijnlijk af van Duitse spitsen. Ook zijn er vermoedelijk banden met de Siberische Samojeed. Het ras is door het FCI ingedeeld in groep 5, sectie 5, onder nummer 262.
De Japanse spits is geheel wit. Reuen worden ongeveer 34 centimeter hoog, teven iets kleiner. Het ras was tot de jaren 50 populair als waakhond in Japan. Hierna nam de belangstelling af, totdat de hond in de jaren 80 populair werd als gezelschapshond. De Japanse spits is in kleine aantallen ook naar Europa geïmporteerd, waar het ras niet echt bekend is.
Akita ·
Amerikaanse akita ·
Alaska-malamute ·
Basenji ·
Canaänhond ·
Canadese eskimohond ·
Chowchow ·
Cirneco dell'Etna ·
Eurasiër ·
Europese sledehond ·
Faraohond ·
Finse lappenhond ·
Finse spits ·
Groenlandse hond ·
Hokkaido ·
IJslandse hond ·
Jämthund ·
Japanse spits ·
Kai ·
Karelische berenhond ·
Keeshond ·
Kintamanihond ·
Kishu ·
Koreaanse jindohond ·
Lapinporokoira ·
Mexicaanse naakthond ·
Noorse buhund ·
Noorse elandhond ·
Noorse lundehond ·
Norrbottenspets ·
Oost-Siberische laika ·
Peruaanse naakthond ·
Podenco canario ·
Podenco ibicenco ·
Podengo Português ·
Russisch-Europese laika ·
Samojeed ·
Shiba ·
Shikoku ·
Siberische husky ·
Taiwandog ·
Thai Bangkaew Dog ·
Thai ridgebackdog ·
Västgötaspets ·
Volpino italiano ·
Westsiberische laika ·
Yakut laika ·
Zweedse lappenhond